# Chintamani

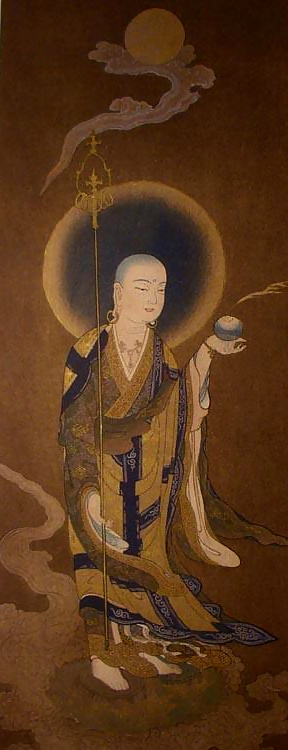
Kshitigarbha bringt den Seelen der Unterwelt zum Trost und zur Erleuchtung den Chintamani-Stein.

Chintamani (Sanskrit: चिन्तामणि cintāmaṇi [tʃɪnˈtɑːmʌɳi], ‚Wunschjuwel‘) ist im Hinduismus und im Buddhismus ein legendärer Edelstein, dem die Macht zugesprochen wird, seinem Besitzer das zu geben, wonach er sich sehnt. In der hinduistischen Tradition steht er damit symbolisch für das Göttliche. Im Mahayana-Buddhismus ist er ein Attribut der Buddhas und Bodhisattvas und steht allegorisch für die Wirkkraft des Dharma und den Geist, der Erleuchtung erlangt hat. Er wird vor allem mit dem allguten Samantabhadra, dem mitfühlenden Avalokiteshvara und Kshitigarbha, dem vor allem in Japan sehr beliebten Patron der Kinder und der Seelen in der Unterwelt, assoziiert.
Ikonographisch ist das Juwel entweder einzeln oder dreifach dargestellt und oft von einem flammenden Heiligenschein umgeben. Das Motiv breitete sich unter anderem durch den Manichäismus, in dem das Chintamani als Symbol Manis des Erlösers galt, und später über buddhistische Darstellungen auf Stupas und Holzdrucken von Zentralasien über Turkestan bis in den persischen Raum aus. Im Timuridenreich entwickelte es sich weiter zum Herrschaftssymbol und wurde unter anderem auf Münzen und Wappen dargestellt. In der osmanischen Kunst wurde es später in der kosmologischen Form des Dreikugel-Motivs vor allem in der Teppichkunst und seltener auch in der Keramik sehr beliebt, vor allem in Kombination mit den als Wolken oder Tigerstreifen beschriebenen typischen Wellenlinien.